# Crawfordova ekspedicija
Ekspedicija Crawford, znana tudi kot bitka pri Sanduskyju, ekspedicija Sandusky in Crawfordov poraz, je bila kampanja leta 1782 na zahodni fronti ameriške revolucionarne vojne in ena zadnjih operacij konflikta. Kampanjo je vodil polkovnik William Crawford, izkušen častnik, ki je služil v kontinentalni vojski in bil prijatelj iz otroštva Georgea Washingtona. Crawfordov cilj je bil uničiti sovražna indijanska mesta ob reki Sandusky v Ohiu, z upanjem, da bo končal indijanske napade na ameriške naseljence. Ekspedicija je bila ena izmed serije napadov na sovražna naselja, ki sta jih obe strani izvajali skozi celotno vojno.
Konec maja 1782 je Crawford vodil približno 500 prostovoljne milice, večinoma iz Pensilvanije, globoko na indijansko ozemlje, z namenom, da bi presenetil Indijance. Avtohtone skupine in njihovi britanski zavezniki iz Detroita so izvedeli za ekspedicijo in zbrali sile, da bi se uprli Američanom. Dan neodločnega boja se je odvil blizu mest Sandusky 4. junija, pri čemer so se Američani zatekli v gozd, ki je postal znan kot "Otok bitke". Indijanske in britanske okrepitve so prispele naslednji dan. Američani, ki so se znašli obkroženi, so se tisto noč umaknili. Umik je postal neorganiziran, Crawford pa se je ločil od večine svojih mož. Ko se je umik spremenil v beg, je 6. junija prišlo do še enega spopada. Večini Američanov je uspelo najti pot nazaj v Pensilvanijo. Približno 70 Američanov je bilo ubitih tako v bojih kot v kasnejših usmrtitvah; indijanske in britanske izgube so bile minimalne.
Med umikom so bili Crawford in neznano število njegovih mož ujeti. Indijanski borci so mnoge od teh ujetnikov usmrtili v maščevanje za pokol v Gnadenhüttnu, ki se je zgodil prej istega leta, v katerem je bilo ubitih približno 100 miroljubnih Indijancev s strani pensilvanske milice. Crawforda in kirurga dr. Johna Knighta so indijanski poglavarji pod vodstvom lojalista Simona Girtyja, osebno povabili v vas Wingenim plemena Delaware. Ko sta sedela, sta Crawford in Knight opazila odsekano glavo ameriškega častnika, poročnika Johna McKinleyja, ki so jo člani plemena brcali naokoli kot žogo za zabavo.
Moža je Girty odpeljal k plemenskemu ognju, kjer so Crawforda "slekli do golega, mu ukazali, naj sede ob ogenj, nato pa so ga pretepli". Po navodilih poglavarjev so Crawforda držali, medtem ko so mu odrezali ušesa. V Knightovem lastnoročnem zapriseženem pričevanju je Crawford prosil Girtyja, naj ga ustreli, na kar se je moški "srčno zasmejal in se z vsemi svojimi kretnjami zdel navdušen nad grozljivim prizorom". Crawfordova kasnejša usmrtitev je bila še posebej brutalna: mučili so ga vsaj dve uri, preden so ga sežgali na grmadi. Njegova usmrtitev je bila široko objavljena v Združenih državah, kar je poslabšalo že tako napete odnose med domorodnimi skupinami in Američani.
Novejša raziskovanja vlogo Girtya postavljajo v drugo luč, saj je skušal pomagati Crawfordu, vendar je bil sam v nevarnosti, da bo napaden s strani indijanskih zaveznikov, če bi preveč pritiskal. Simon Girty je imel precejšen vpliv na irokeška plemena Seneca (od katerega je bil kot otrok celo posvojen), Cayuga, Wyandot, Mingo, vendar majhen vpliv na pleme Lenape, pa tudi Shawnee in ostala algonkinska plemena iz Ohio in Illinois teritorija. Nekaj let pred tem je uspel pred podobno usodo rešiti mlajšega znanca iz Dunmorjeve vojne leta 1774, Simona Kentona, kateri je pozneje tudi sam postal slavni mejni pionir in raziskovalec. 

## Ozadje
Ko se je leta 1775 začela ameriška revolucionarna vojna, je reka Ohio označevala negotovo mejo med ameriškimi kolonijami in domorodci iz dežele Ohio. Domorodci iz Ohia – Shawnee, Mingo, Lenape (Delawari) in Wyandoti – so bili razdeljeni glede odziva na vojno. Nekateri domorodni voditelji so pozivali k nevtralnosti, medtem ko so se drugi vključili v vojno, ker so jo videli kot priložnost za zaustavitev širjenja ameriških kolonij in ponovno pridobitev ozemelj, ki so jih prej izgubili kolonistom.
Mejna vojna se je stopnjevala leta 1777, potem ko so britanski uradniki v Detroitu začeli novačiti in oboroževati domorodne vojne skupine za napade na nebranjene ameriške obmejne naselbine. Neznano število ameriških naseljencev v današnjem Kentuckyju, Zahodni Virginiji in Pensilvaniji je bilo ubitih v teh napadih. Intenzivnost konflikta se je povečala novembra 1777, potem ko so ameriški miličniki umorili Cornstalka, vodilnega zagovornika nevtralnosti Shawneejev. Kljub nasilju so mnogi domorodci iz Ohia še vedno upali, da se bodo izognili vojni, kar se je izkazalo za težko, saj so bili locirani neposredno med Britanci v Detroitu in Američani ob reki Ohio.
Februarja 1778 so Američani sprožili svojo prvo odpravo v deželo Ohio v poskusu nevtralizacije britanske dejavnosti v regiji. General Edward Hand je vodil 500 pensilvanskih miličnikov na presenetljiv zimski pohod iz Fort Pitta proti reki Cuyahoga, kjer so Britanci shranjevali vojaške zaloge, ki so jih razdeljevali domorodnim napadalnim skupinam. Neugodne vremenske razmere so preprečile, da bi odprava dosegla svoj cilj. Na povratnem pohodu so nekateri Handovi možje napadli miroljubne Lenapeje, ubili enega moškega in nekaj žensk in otrok, vključno z sorodniki poglavarja Lenapejev, kapitana Pipea (Hopocan). Ker so bili ubiti le neborci, je odprava posmehljivo postala znana kot "squaw kampanja".
Kljub napadu na njegovo družino je kapitan Pipe dejal, da ne bo iskal maščevanja. Namesto tega je bil septembra 1778 eden od podpisnikov pogodbe iz Fort Pitta med Lenapeji in Združenimi državami. Američani so upali, da bo ta sporazum omogočil ameriškim vojakom prehod skozi ozemlje Lenapejev in napad na Detroit, vendar se je zavezništvo poslabšalo po smrti White Eyesa, poglavarja Lenapejev, ki je pogajal o pogodbi. Sčasoma se je kapitan Pipe obrnil proti Američanom in preselil svoje privržence zahodno k reki Sandusky, kjer je prejel podporo Britancev v Detroitu.
V naslednjih nekaj letih so Američani in domorodci sprožili napade drug proti drugemu, običajno ciljajoč na naselbine. Leta 1780 je bilo na stotine naseljencev Kentuckyja ubitih ali ujetih v britansko-domorodni odpravi v Kentucky. George Rogers Clark iz Virginije se je odzval avgusta 1780 z vodenjem odprave, ki je uničila dve mesti Shawneejev ob reki Mad River, vendar je malo škodila domorodnim vojnim prizadevanjem. Ker je večina Lenapejev do takrat postala pro-britanska, je ameriški polkovnik Daniel Brodhead aprila 1781 vodil odpravo v deželo Ohio in uničil mesto Lenapejev Coshocton. Clark je nato rekrutiral moške za odpravo proti Detroitu poleti 1781, ampak domorodci so odločno premagali sto njegovih mož ob reki Ohio, s čimer so dejansko končali njegovo kampanjo. Preživeli so pobegnili v militantna mesta ob reki Sandusky.
Več vasi krščanskih Lenapov je ležalo med borci ob reki Sandusky in Američani v Fort Pittu. Vasi so upravljali moravski misijonarji David Zeisberger in John Heckewelder. Čeprav so bili pacifisti, so misijonarji podpirali ameriško stran in obveščali ameriške uradnike v Fort Pittu o sovražnih britanskih in domorodnih dejavnostih. Septembra 1781 so, da bi preprečili nadaljnjo komunikacijo med misijonarji in ameriško vojsko, sovražni Wyandoti in Lenapi iz Sanduskyja prisilno preselili misijonarje in njihove spreobrnjence v novo vas (Captive Town) ob reki Sandusky.
Marca 1782 je skoraj 200 pensilvanskih milic pod poveljstvom podpolkovnika Davida Williamsona odjahalo v Ohio Country, v upanju, da bodo rešili ameriške ujetnike in našli bojevnike, ki so bili odgovorni za napade na pensilvanske naseljence. Razjarjeni zaradi grozljivega umora bele ženske in njenega dojenčka s strani domorodcev, so Williamsonovi možje pridržali približno 100 krščanskih Lenapov v vasi Gnadenhütten. Krščanski Lenapi (večinoma ženske in otroci) so se vrnili v Gnadenhütten iz Captive Towna, da bi pobrali pridelke, ki so jih bili prisiljeni pustiti za seboj. Obtožujoč krščanske domorodce, da so pomagali sovražnim napadalnim skupinam, so jih Pensilvanci pretepli do smrti in pustili trupla gniti. Pokol v Gnadenhüttnu, kot so ga poimenovali, bo imel resne posledice za naslednjo ameriško ekspedicijo v Ohio Country. Ko je George Washington izvedel za pokol v Gnadenhüttnu, je opozoril vojake, naj se ne pustijo ujeti živim domorodcem, vendar se je do takrat ekspedicija v Sandusky že začela.

## Načrtovanje ekspedicije
Septembra 1781 je bil general William Irvine imenovan za poveljnika Zahodnega oddelka Kontinentalne vojske, ki je imel sedež v Fort Pittu. Čeprav se je velika britanska vojska pod poveljstvom lorda Cornwallisa oktobra 1781 predala pri Yorktownu, kar je praktično končalo vojno na vzhodu, se je konflikt na zahodni meji nadaljeval. Irvine je prejel novico, da si Američani, ki živijo na meji, želijo vojaško ekspedicijo proti Detroitu, da bi končali stalno britansko podporo indijanskim vojnim skupinam. Irvine je raziskal in nato 2. decembra 1781 pisal Washingtonu:
Verjamem, da se vsi strinjajo, da je edini način, da Indijance odvrnemo od nadlegovanja države, da jih obiščemo. Vendar iz izkušenj vemo, da požiganje njihovih praznih mest nima želenega učinka. Kmalu lahko zgradijo druga. Treba jih je zasledovati in premagati, ali pa Britance, od katerih dobivajo podporo, popolnoma pregnati iz njihove države. Verjamem, da bi uničenje Detroita bil dober korak k zagotavljanju vsaj začasnega olajšanja tej državi.
Washington se je strinjal z Irvinovo oceno, da je treba Detroit zavzeti ali uničiti, da bi končali vojno na zahodu. Februarja 1782 je Irvine nadaljeval z pošiljanjem podrobnega načrta ofenzive Washingtonu. Irvine je ocenil, da bi z 2.000 možmi, petimi topovi in oskrbovalno karavano lahko zavzel Detroit. Na žalost, Washingtonov odgovor je bil, da bankrotirani ameriški kongres ne bo mogel financirati kampanje, in je zapisal, da "ofenzivnih operacij, razen v majhnem obsegu, trenutno ni mogoče upoštevati."
Vse, kar je Irvine lahko storil, je bilo, da je prostovoljcem dovolil organizirati lastno ofenzivo. Detroit je bil predaleč in premočan za majhno operacijo, vendar so lokalni poveljniki milice, kot je Williamson, verjeli, da je odprava proti indijanskim mestom ob reki Sandusky izvedljiva. Za zmanjšanje stroškov bi moral vsak prostovoljec priskrbeti svojega konja, puško, strelivo, obroke in drugo opremo. Njihovo edino plačilo bi bila oprostitev dveh mesecev služenja v milici po končani kampanji, plus morebitni plen, ki bi ga vzeli od domorodcev. Zaradi nenehnih indijanskih napadov – žena in otroci baptističnega duhovnika so bili ubiti in skalpirani v zahodni Pensilvaniji 12. maja 1782 – ni bilo pomanjkanja moških, ki bi bili pripravljeni prostovoljno sodelovati.
Irvine sam ni iskal poveljstva odprave, ker se je bal, da bi bilo to kot uniformirani kontinentalni vojak nezakonito, vendar si je prizadeval vplivati na načrtovanje kampanje. Irvine je napisal podrobna navodila za (še neizbranega) poveljnika prostovoljcev:
Cilj vašega poveljstva je uničiti z ognjem in mečem (če je izvedljivo) indijansko mesto in naselje v Sanduskyju, s čimer upamo, da bomo prebivalcem te dežele zagotovili mir in varnost; če pa to ni izvedljivo, boste nedvomno opravili druge storitve, ki so v vaši moči in bodo v svojih posledicah prispevale k doseganju tega velikega cilja.

## Organizacija odprave
20. maja 1782 so se prostovoljci začeli zbirati na zbirnem mestu v Mingo Bottom na indijanski strani reke Ohio. Večinoma so bili mladi moški irskega in škotsko-irskega porekla, prihajali pa so predvsem iz okrožij Washington in Westmoreland v Pensilvaniji. Mnogi so bili veterani kontinentalne vojske, in mnogi so sodelovali pri pokolu v Gnadenhütnu. Natančno število moških, ki so sodelovali v odpravi, ni znano. Častnik je 24. maja pisal Irvinu, da je bilo 480 prostovoljcev, čeprav so se skupini kasneje morda pridružili dodatni moški. Z analizo pokojninskih spisov in drugih zapisov je zgodovinar Parker Brown ugotovil, da je v odpravi sodelovalo kar 583 moških, čeprav je neznano število teh dezertiralo, preden so dosegli Sandusky. Glede na zastrašujočo naravo naloge, ki je bila pred njimi, so mnogi prostovoljci pred odhodom poskrbeli za pripravo "zadnjih volj in oporok".
Ker je šlo za prostovoljno odpravo, so si možje izvolili svoje častnike. Kandidata za najvišji položaj sta bila Williamson, lokalni junak zaradi svojih podvigov kot indijanski borec in William Crawford, izkušen vojak, ki je leta 1781 odstopil iz Kontinentalne vojske  Crawford, prav tako izkušen zemljiški agent in geodet, je bil veteran tovrstnih operacij. Med Dunmore's War je vodil odpravo, ki je uničila vas Mingo v Ohiu, in leta 1778 je sodeloval v neuspešni "squaw kampanji". Pri skoraj 60 letih, se je nerad javil kot prostovoljec, vendar je to storil na Irvinovo prošnjo. Čeprav se je pričakovalo, da bo zmagal Williamson, je Irvine dal vedeti, da podpira Crawfordovo izvolitev za poveljnika, ker je upal, da se bo izognil ponovitvi pokola v Gnadenhüttnu. Irvine je vedel, da mnogi prebivalci zahodne Pensilvanije zamerijo častnikom Kontinentalne vojske. "Splošno in splošno mnenje ljudi v tej državi je, da so vsi kontinentalni častniki preveč naklonjeni Indijancem," je zapisal. Volitve, ki so bile sporne, so se končale z tesnim izidom: Crawford je prejel 235 glasov proti Williamsonovim 230. Crawford je prevzel poveljstvo s činom polkovnika, Williamson pa je postal drugi poveljnik s činom majorja. Drugi majorji so bili John B. McClelland, Thomas Gaddis in James Brenton.
Na Crawfordovo prošnjo je Irvine dovolil dr. Johnu Knightu, častniku Kontinentalne vojske, da se pridruži odpravi kot kirurg. Drugi prostovoljec iz Irvinovega osebja je bil tujec z aristokratskim videzom, ki se je imenoval "John Rose" in je služil kot Crawfordov aide-de-camp. Irvinu je bilo neznano še nekaj let kasneje, da je bil Rose dejansko baron Gustave Rosenthal, baltski Nemec plemič iz Ruskega imperija, ki je pobegnil v Ameriko po tem, ko je ubil moškega v dvoboju. Rosenthal je edini Rus, za katerega je znano, da se je boril na ameriški strani v revolucionarni vojni. Rosenthal je vodil podroben dnevnik odprave, verjetno zato, da bi mu pomagal pri pisanju celotnega poročila za Irvina.

## Potovanje v Sandusky
Crawfordovi prostovoljci so zapustili Mingo Bottom 25. maja 1782, s seboj so imeli zaloge za 30 dni. Pri načrtovanju operacije je general Irvine ocenil, da bo 175 mi (282 km) potovanje v Sandusky trajalo sedem dni. Kampanja se je začela z velikimi pričakovanji. Nekateri prostovoljci so se hvalili, da nameravajo "iztrebiti celotno pleme Wiandott."
Kot je bilo pogosto pri milici, ki je cenila svojo neodvisnost in sovražila sprejemanje ukazov, je bilo težko vzdrževati disciplino. Moški so zapravljali svoje obroke, nato pa ignorirali svoje poveljnike in šli na lov. Počasi so zapuščali taborišče zjutraj in pogosto niso opravljali svoje straže.
Crawford se je izkazal tudi za manj sposobnega vodjo, kot so pričakovali. Rose je zapisal, da Crawford na svetih "govori nesmiselno, zmedeno predlaga zadeve in ni sposoben prepričati ljudi v svoje mnenje." Dragocene ure so bile izgubljene, ko so se častniki prepirali, kaj storiti naprej. Lačni in obupani so nekateri pripadniki milice dezertirali; Crawford ni storil ničesar, da bi jih ustavil.
Potovanje po ozemlju Ohio je potekalo večinoma skozi gozdove. Prostovoljci so sprva marširali v štirih kolonah, vendar jih je gosta podrast včasih prisilila, da so se oblikovali v samo dve. 3. junija so Crawfordovi možje prišli na odprto območje peščenih ravnic Sandusky, prerijske regije tik pod reko Sandusky. Naslednji dan, 4. junija, so prispeli v Upper Sandusky, vas Wyandotov, kjer so pričakovali, da bodo našli sovražnika, vendar so ugotovili, da je bila zapuščena. Američanom ni bilo znano, da so Wyandoti nedavno preselili svoje mesto 8 milj (13 km) na sever. Novi Upper Sandusky, imenovan tudi "Mesto polkralja", je bil blizu današnjega Upper Sanduskyja v Ohiu in blizu mesta kapitana Pipeja (blizu današnjega Careyja v Ohiu). Američani niso vedeli, da je Pipejevo mesto blizu.
Crawford je imel vojni svet s svojimi častniki. Nekateri so trdili, da zapuščena vas dokazuje, da so domorodci vedeli za odpravo in so zbirali svoje sile drugje. Drugi so vztrajali, da je odprava neuspešna in da bi se morali vrniti domov. Williamson je prosil za dovoljenje, da vzame 50 mož in požge zapuščeno vas, vendar je Crawford zavrnil, ker ni želel razdeliti svoje sile. Svet se je odločil, da bodo marširali še en dan, nato pa se bodo obrnili nazaj. Ko se je kolona ustavila za kosilo, je bil Rose poslan na sever z izvidniško skupino. Kmalu sta se vrnila dva moža in poročala, da se izvidniki spopadajo z veliko silo domorodcev, ki napredujejo proti Američanom. Bitka pri Sanduskyju se je začela.

## Britanske in domorodne priprave
Med načrtovanjem odprave je general Irvine svetoval Crawfordu, da bo "vaša najboljša možnost za uspeh, če bo mogoče, presenetiti" Sandusky. Britanci in domorodci pa so izvedeli za odpravo, še preden je Crawfordova vojska zapustila Mingo Bottom. Zahvaljujoč informacijam od ujetega ameriškega dezerterja je britanski agent Simon Girty 8. aprila v Detroit posredoval natančno poročilo o Crawfordovih načrtih.
Uradniki britanskega indijanskega oddelka v Detroitu so se ustrezno pripravili na akcijo. Poveljnik v Detroitu je bil major Arent Schuyler DePeyster, odgovoren siru Fredericku Haldimandu, generalnemu guvernerju Britanske Severne Amerike. DePeyster je uporabljal agente, kot so Girty, Alexander McKee in Matthew Elliott, ki so imeli tesne odnose z domorodci, za usklajevanje britanskih in domorodnih vojaških akcij na ozemlju Ohio. Na svetu v Detroitu 15. maja sta DePeyster in McKee zbranim domorodcem povedala o odpravi v Sandusky in jim svetovala, naj "bodo pripravljeni, da se jim v veliki skupini zoperstavijo in jih odbijejo." McKee je bil poslan v vasi Shawnee v dolini reke Great Miami, da bi rekrutiral bojevnike za odbijanje ameriške invazije. Stotnik William Caldwell je bil poslan v Sandusky z enoto konjenikov iz Butler's Rangers, lojalistične provincialne enote ter s številnimi domorodci iz območja Detroita, ki jih je vodil Matthew Elliott. Domorodci iz območja Detroita, ki so jih Britanci opisali kot "jezerske Indijance", so vključevali plemena "Svet treh ognjev" (Ojibwe, Odawa in Potawatomi) ter severne Wyandote.
Domorodni izvidniki so od začetka vohunili za odpravo. Takoj ko se je Crawfordova vojska premaknila v Ohio Country, je bilo poslano opozorilo v Sandusky. Ko so se Američani približali, so bile ženske in otroci iz mest Wyandot in Lenape skriti v bližnjih soteskah, medtem ko so britanski trgovci s krznom pakirali svoje blago in hiteli iz mesta. 4. junija so se Lenape pod kapitanom Pipom in Wyandoti pod Dunquatom, "Polkraljem", skupaj z nekaterimi Mingosi združili, da bi se uprli Američanom. Velikost združenih sil Lenape, Wyandotov in Mingosov je bila ocenjena na 200 do 500 ali več bojevnikov. Britanske okrepitve so bile blizu, vendar se Shawnee z juga niso pričakovali do naslednjega dne. Ko so se pojavili ameriški izvidniki, so jih Pipejevi Lenape zasledovali, medtem ko so se Wyandoti začasno držali ob strani.

## Bitka pri Sanduskyju

### 4. junij: "Bojni otok"
Prvi spopadi Crawfordove odprave so se začeli okoli 14. ure 4. junija 1782. Izvidniška skupina, ki jo je vodil John Rose, je naletela na Pipejeve Lenape na ravnicah Sanduskyja in izvedla bojni umik v gozd, kjer so imeli shranjene zaloge. Izvidniki so bili v nevarnosti, da jih preplavijo, vendar so jih kmalu okrepile glavne sile Crawfordove vojske. Crawford je ukazal možem, naj razjahajo in preženejo domorodce iz gozda. Po intenzivnih bojih so Američani zavzeli gozd, kasneje znan kot "Bojni otok".
Spopad se je do 16. ure razvil v obsežno bitko. Ko so Američani pregnali Pipejeve Lenape iz gozda na prerijo, so Lenape okrepili Dunquatovi Wyandoti. Agent britanskega indijanskega oddelka Matthew Elliott je bil morda prisoten in je koordiniral dejanja Lenape in Wyandotov. Pipejevi Lenape so spretno obšli ameriški položaj in nato napadli njihov zadnji del. Nekaj domorodcev se je v visoki prerijski travi priplazilo blizu ameriških linij. Američani so se odzvali tako, da so se povzpeli na drevesa, da bi jih bolje zadeli. Zrak je bil poln smodnika, kar je oteževalo vidljivost. Po treh in pol urah nenehnega streljanja so domorodci z nastopom noči postopoma prekinili napad. Obe strani sta spali z orožjem v pripravljenosti in obkrožili svoje položaje z velikimi ognji, da bi preprečili presenetljive nočne napade.
Prvi dan bojev so Američani izgubili 5 mrtvih in 19 ranjenih. Britanci in domorodci so imeli 5 mrtvih in 11 ranjenih. Britanci in domorodci so utrpeli neuspeh zgodaj v bitki, ko je bil William Caldwell, poveljnik rangerjev, ranjen v obe nogi in je bil prisiljen zapustiti bojno polje. Ameriški prostovoljci so skalpirali več mrtvih domorodcev, medtem ko so domorodci slekli oblačila mrtvim Američanom in skalpirali vsaj enega. Petnajst Pensilvancev je dezertiralo ponoči; vrnili so se domov, da bi poročali, da je bila Crawfordova vojska "razsekana na koščke".

### 5. junij: Shawneejske okrepitve, ameriški umik
Streljanje se je začelo zgodaj zjutraj 5. junija, domorodci so ostali na razdalji dvesto ali tristo jardov (183 m do 274 m). Takšno streljanje na dolge razdalje z gladkimi mušketami je povzročilo malo izgub na obeh straneh. Američani so mislili, da so se domorodci zadrževali, ker so prejšnji dan utrpeli velike izgube. Pravzaprav so domorodci kupovali čas in čakali na prihod okrepitev. Crawford se je odločil obdržati svoj položaj med drevesi in po mraku izvesti presenetljiv napad na domorodce. V tem trenutku je bil še vedno prepričan v uspeh, čeprav so njegovi možje imeli malo streliva in vode. Simon Girty, agent in tolmač britanskega indijanskega oddelka, je prijahal z belo zastavo in pozval Američane k predaji, kar je bilo zavrnjeno.
Tisto popoldne so Američani končno opazili, da se približno 100 rangerjev bori skupaj z domorodci. Nevedni, da je bila ekspedicija opazovana od začetka, so bili Američani presenečeni, da so se britanske sile iz Detroita lahko pridružile bitki v tako kratkem času. Medtem, ko so Američani o tem razpravljali, je prispel Alexander McKee z približno 140 Shawneeji, ki jih je vodil poglavar Snake ali Črna kača (Peteusha), ki so zavzeli položaj južno od Crawforda in tako učinkovito obkolili Američane. Shawneeji so večkrat streljali z mušketami v zrak, kar je bil ceremonialni prikaz moči, znan kot feu de joie ("ogenj veselja"), ki je pretresel ameriško moralo. Rose se je spomnil, da je feu de joie "dokončal posel z nami." Z toliko sovražniki, ki so se zbirali okoli njih, so se Američani odločili za umik po temi, namesto da bi se uprli. Mrtve so pokopali, nad grobovi pa so kurili ognje, da bi preprečili njihovo odkritje in oskrunitev. Hudo ranjene so položili na nosila v pripravah na umik pod okriljem teme.
Načrt je bil umik po isti poti, po kateri so prišli, z divizijo majorja McClellanda na čelu. Ko je Crawford izvedel, da je enota stotnika Johna Hardina odšla prezgodaj, je ustavil umik in odjahal za Hardinovimi možmi, v upanju, da jih bo spravil nazaj v vrsto. Bil je prepozen: domorodni stražarji so odprli ogenj na Hardinove može, kar je povzročilo paniko in zmedo. McClellandovi možje so se pognali naprej in pustili svojega poveljnika za seboj. Mnogi Američani so se izgubili v temi in se razdelili v majhne skupine. Ko je bil major Brenton ranjen, je major Daniel Leet prevzel poveljstvo nad njegovo enoto in vodil približno 90 mož, vključno z Johnom Crawfordom (sinom starejšega Crawforda), proti zahodu. Uspelo jim je prebiti se in pobegniti nazaj na ameriško ozemlje.
V zmedi je Crawforda zaskrbelo za njegove družinske člane — sina Johna, zeta Williama Harrisona in nečaka, ki se je prav tako imenoval William Crawford. Z dr. Knightom, ki ga je spremljal, je Crawford poskušal iskati svoje sorodnike, medtem ko je milica okoli njiju panično bežala. Končno sta se moa, ki sta se jima pridružila še dva izgubljena miličnika, odpravila, vendar niso uspeli najti glavnine mož.

### 6. junij: Bitka pri Olentangyju
Ko je 6. junija vzšlo sonce, je 250 do 300 Američanov doseglo zapuščeno mesto Wyandotov. Ker je bil polkovnik Crawford pogrešan, je Williamson prevzel poveljstvo. Na srečo za Američane je bilo zasledovanje umikajoče se vojske neorganizirano, ker je bil Caldwell, celotni poveljnik britanskih in domorodnih sil, ranjen zgodaj v bitki. Caldwell je verjel, da nihče od Američanov ne bi pobegnil, če bi bil še prisoten. Ko se je umik nadaljeval, je sila domorodcev končno dohitela glavnino Američanov na vzhodnem robu planote Sandusky, blizu pritoka reke Olentangy. Nekateri Američani so pobegnili, ko se je napad začel, medtem ko so drugi zmedeno tavali. Williamson je zavzel položaj z majhno skupino prostovoljcev in po eni uri boja pregnal domorodce. Trije Američani so bili ubiti in osem ranjenih v "Bitki pri Olentangyju". Domorodne izgube niso znane.
Američani so pokopali svoje mrtve in nadaljevali umik, domorodci in rangerji pa so jih zasledovali in občasno streljali z velike razdalje. Williamson in Rose sta večino mož držala skupaj z opozorilom, da je urejen umik njihova edina možnost, da se živi vrnejo domov. Američani so se umaknili več kot 30 milj (48 km), nekateri peš, preden so postavili tabor. Naslednji dan sta bila dva zaostala Američana ujeta in domnevno ubita, preden so domorodci in rangerji končno opustili zasledovanje. Glavnina Američanov je 13. junija prispela v Mingo Bottom. Mnogi zaostali so prihajali v majhnih skupinah še nekaj dni.

## Usode ujetnikov
Ujetnike, ki so jih domorodci zajeli med ameriško revolucijo, so Britanci v Detroitu lahko odkupili, posvojili v pleme, zasužnjili ali ubili. Število ameriških ujetnikov, usmrčenih po ekspediciji Sandusky ni znano, saj je bila njihova usoda običajno zabeležena le, če je eden od ujetnikov preživel in jo povedal. Medtem, ko so bili nekateri hitro usmrčeni, so bili drugi mučeni, preden so bili ubiti. Javno mučenje ujetnikov je bil tradicionalni ritual v mnogih plemenih Vzhodnih gozdov. Ujetniki so bili lahko podvrženi neznosnemu mučenju ure in celo dni. Britanski indijanski oddelek je odsvetoval ubijanje in mučenje ujetnikov, z nekaj uspeha, vendar so leta 1782 domorodci Ohia oživili ritualno mučenje v maščevanje za pokol v Gnadenhüttnu.

### Ujetniki Shawnee
Med umikom 5. junija je ameriški izvidnik John Slover pobegnil proti vzhodu z majhno skupino vojakov. On in dva druga sta bila ujeta 8. junija in odpeljana v Wakatomika, mesto Shawnee na reki Mad, v današnjem okrožju Logan, Ohio. Eden od Sloverjevih spremljevalcev je bil s strani Shawneejev pobarvan v črno, kar je bil tradicionalni znak, da bo usmrčen. Vaščani, ki jih je glasnik obvestil o prihodu ujetnikov, so oblikovali dve vrsti. Trije ujetniki so morali teči skozi špalir proti hiši sveta, oddaljeni približno 300 yd (270 m). Ko so ujetniki tekli mimo, so jih vaščani pretepali s palicami, osredotočajoč se na tistega, ki je bil pobarvan v črno. Pobarvanega ujetnika so nato s tomahawki posekali do smrti in ga razrezali na kose. Njegova glava in okončine so bile nataknjene na kole zunaj mesta.
Medtem, ko je bil v Wakatomiki, je Slover prepoznal ostanke treh drugih Američanov, ki so nedavno doživeli enako usodo: majorja McClellanda, ki je bil četrti v poveljstvu ekspedicije, ter Williama Crawforda (nečaka polkovnika Crawforda) in Williama Harrisona (Crawfordovega zeta). Naslednji dan so bile tudi njihove glave in okončine nataknjene na kole, njihovi trupi pa so bili dani psom. Sloverjev drugi spremljevalec je bil poslan v drugo mesto, da bi bil sežgan. Slover je bil odpeljan v Mac-a-chack (blizu današnjega West Liberty, Ohio), vendar je pobegnil, preden bi ga lahko sežgali. Gol je ukradel konja in ga jezdil, dokler ni omagal, nato pa je tekel peš in 10. julija prispel v Fort Pitt, eden zadnjih preživelih, ki so se vrnili.

### Crawfordovo ujetje, sojenje in usmrtitev
Potem, ko so se ločili od glavnine moških, so Crawford, Knight in štirje drugi zaostali potovali proti jugovzhodu ob reki Sandusky v današnjem okrožju Crawford, Ohio. 7. junija so naleteli na skupino Lenapejev približno 28 mi (45 km) vzhodno od bojišča. Knight je dvignil puško, vendar mu je Crawford rekel, naj ne strelja. Crawford in Knight sta poznala nekatere od teh Lenapejev, ki so bili del skupine, ki jo je vodil vojaški poglavar Wingenund. Crawford in Knight sta bila ujeta, vendar so drugi štirje Američani pobegnili. Dva od njih so kasneje izsledili, ubili in skalpirali. Crawford in Knight sta bila odpeljana v Wingenundov tabor, kjer sta našla osem drugih ujetnikov. 9. junija, medtem ko so bili drugi ujetniki odpeljani v Old Town, je bil Crawford odpeljan v Half King's Town, kjer se je srečal s Simonom Girtyjem. Girty je Crawfordu povedal, da so bili Lenapeji besni zaradi pokola v Gnadenhüttnu, in mu ponudil pomoč pri pobegu, vendar je bil Crawford preveč izčrpan in obupan, da bi poskusil.
10. junija je kapitan Pipe prispel v Staro mesto in zapornikom pobarval obraze v črno. Ko se je Crawford ponovno združil z drugimi zaporniki, je bil tudi njegov obraz pobarvan v črno. Zapornike so odpeljali v neimenovano mesto Lenape na potoku Tymochtee, blizu današnjega Crawford, Ohio. Štirje zaporniki so bili ubiti s tomahawki in skalpirani na poti. V mestu sta bila Crawford in Knight varovana, medtem ko so druge zapornike ubile ženske in fantje Lenape s tomahawki. Fantje so skalpirali žrtve in krvave skalpe udarjali v obraza Crawforda in Knighta. Crawford in Knight sta morala teči skozi špalir, nato pa so ju odpeljali v Pipe's Town.
Zvečer 10. junija se je v Pipe's Townu zbral svet, da bi določil Crawfordovo usodo. Crawford je bil obtožen sodelovanja pri pokolu v Gnadenhüttnu. S Simonom Girtyjem kot svojim tolmačem je Crawford zanikal obtožbo. Vendar pa je Pipeova svakinja, Micheykapeeci, prepoznala Crawforda kot enega od vodij "squaw kampanje" leta 1778, v kateri sta bila ubita njen mož (Pipeov brat) in Pipeova mati. Po njenem pričevanju je bil Crawford obsojen na smrt z ognjem. Girty je ponudil odkupnino za Crawforda, vendar je bil njegov poskus, da bi rešil Crawfordovo življenje, zavrnjen. Čeprav Crawford ni bil odgovoren za pokol v Gnadenhüttnu, zgodovinar Colin G. Calloway piše, da sta "Pipe in Delawari poznala Crawforda in vedela sta, kaj predstavlja. Duhovi pobitih Moravanov so klicali po maščevanju, vendar so Delawari izrazili tudi svojo jezo nad geodetom, zemljiškim špekulantom in vojakom, ki je leta ogrožal njihova ozemlja in življenja."
11. junija se je približno sto moških, žensk in otrok zbralo blizu Pipe's Towna, da bi bili priča Crawfordovi usmrtitvi. Prisotna sta bila Dunquat in nekaj Wyandotov, ter Matthew Elliott. Crawforda so slekli in pretepli. Roke so mu zvezali za hrbtom, vrv pa so mu z rok zvezali na kol v zemlji. Velik ogenj je bil prižgan približno šest ali sedem yd (6,4 m) od kola. Moški so Crawfordu v telo zabadali naboje smodnika, nato pa so mu odrezali ušesa. Crawforda so zbadali z gorečimi kosi lesa iz ognja, nanj so metali vroče oglje, po katerem je moral hoditi. Crawford je prosil Girtyja, naj ga ustreli, vendar je Girty odgovoril, da ne more posredovati. Po približno dveh do štirih urah mučenja je Crawford padel v nezavest. Skalpirali so ga, ženska pa mu je polila vroče oglje po glavi, kar ga je oživelo. Začel je neobčutljivo hoditi, medtem ko se je mučenje nadaljevalo. Ko je končno umrl, je bilo njegovo telo popolnoma uničeno.
Naslednji dan so Knighta odpeljali proti vasem Shawnee, kjer naj bi bil usmrčen. Na poti je udaril svojega stražarja z deblom in mu je uspelo pobegniti. Uspešno se je peš vrnil v Pensilvanijo. Ko so ga 4. julija našli lovci, je bil v slabem zdravju in komaj pri zavesti. Odnesli so ga v Fort McIntosh (Pennsylvania).

## Posledice

### Žrtve
Natančno število žrtev, ki so bili posledica Crawfordove odprave, ni znano. 7. junija 1782 je indijanski lovec poročal DePeysterju, da je "Naša izguba zelo zanemarljiva. Imeli smo le enega ubitega moža in dva ranjena [vključno s Caldwellom]. LeVillier, tolmač in štirje Indijanci so bili ubiti in osem ranjenih. Izguba sovražnika je sto ubitih in petdeset ranjenih." Britanske ocene ameriških žrtev so se izkazale za pretirane. Zgodovinar Consul W. Butterfield, ki je napisal edino knjigo o odpravi, je ocenil skupno število ubitih Američanov na "manj kot sedemdeset". Zgodovinar Parker Brown je identificiral imena enainštiridesetih Američanov, ki so bili ubiti (vključno z usmrčenimi zaporniki), sedemnajstih, ki so bili ranjeni in sedmih, ki so bili ujeti, a so kasneje pobegnili ali bili izpuščeni. Opozoril je, da je njegov seznam verjetno nepopoln.

### Zadnje leto vojne
Neuspeh Crawfordove odprave je povzročil preplah vzdolž ameriške meje, saj so se mnogi Američani bali, da bi domorodci postali drznejši zaradi svoje zmage in sprožili novo serijo napadov. Še več porazov za Američane je bilo še pred njimi, zato je za Američane zahodno od Apalaških gora leto 1782 postalo znano kot "Krvavo leto". 13. julija 1782 je poglavar Mingov Guyasuta vodil približno 100 domorodcev in več britanskih prostovoljcev v Pensilvanijo, uničil Hannastown, ubil devet in ujel dvanajst naseljencev. To je bil najhujši udarec, ki so ga zadali domorodci v Zahodni Pensilvaniji med vojno.
V Kentuckyju so Američani prešli v obrambo, medtem ko so Caldwell in njegovi domorodni zavezniki pripravljali veliko ofenzivo. Julija 1782 se je več kot 1.000 domorodcev zbralo v Wakatomiki, vendar se je odprava ustavila, ko so izvidniki poročali, da se George Rogers Clark pripravlja na invazijo na Ohio Country iz Kentuckyja. Večina domorodcev se je razkropila, ko so izvedeli, da so poročila o neizbežni invaziji lažna, vendar je Caldwell vodil 300 domorodcev v Kentucky in zadal uničujoč udarec v bitki pri Blue Licks avgusta. Po zmagi pri Blue Licks je Caldwell dobil ukaz, naj preneha z operacijami, ker sta se Združene države in Velika Britanija pripravljali na sklenitev miru. Čeprav je general Irvine končno dobil dovoljenje za vodenje lastne odprave v Ohio Country, so govorice o mirovni pogodbi ubile navdušenje za podvig, ki se nikoli ni zgodil. Novembra 1782 je George Rogers Clark zadal zadnji udarec v Ohio Country, uničil več mest Shawnee, vendar je prebivalcem povzročil malo škode.
Podrobnosti o prihajajoči mirovni pogodbi so prispele pozno leta 1782. Ohio Country, dežela, ki so jo Britanci in domorodci uspešno branili, je bila s strani Velike Britanije prepuščena Združenim državam. Britanci se niso posvetovali z domorodci v mirovnem procesu in domorodci niso bili nikjer omenjeni v pogojih pogodbe. Za domorodce se je boj z ameriškimi naseljenci nadaljeval v severozahodni indijanski vojni, čeprav tokrat brez pomoči njihovih britanskih zaveznikov.

### Vpliv Crawfordove smrti
Crawfordova smrt je bila široko objavljena v Združenih državah. Balada o odpravi, z naslovom "Crawfordov poraz s strani Indijancev", je postala priljubljena in se je dolgo spominjala v več različicah. Leta 1783 sta bila očividna pripoved Johna Knighta o Crawfordovem mučenju, skupaj s Sloverjevo pripovedjo o ujetništvu, objavljena v Freeman's Journal Francisa Baileyja in v ločeni brošuri. Knightov urednik, Hugh Henry Brackenridge, je bil "priznan sovražnik Indijancev", ki je domorodce opisal kot "živali, ki se vulgarno imenujejo Indijanci". Brackenridge je spremenil Knightovo pripoved, izbrisal omembe Crawfordovega sojenja in dejstva, da je bil Crawford usmrčen v maščevanje za pokol v Gnadenhüttnu. Z zatiranjem motivacije domorodcev je Brackenridge, po besedah zgodovinarja Parkerja Browna, lahko ustvaril "kos virulentne protindijanske, protibritanske propagande, izračunane za vzbuditev javne pozornosti in patriotizma." Brackenridge je pozval k iztrebljenju ali izgonu vseh staroselcev in zasegu njihovih ozemelj. V uvodu v pripovedi je Bailey podprl idejo:
Ker pa [staroselci] še vedno nadaljujejo z umori na naši meji, so te pripovedi lahko koristne, da spodbudijo našo vlado k učinkovitim korakom za njihovo kaznovanje in zatiranje; saj bodo od tod videli, da je narava Indijanca divja in kruta, in da bi bilo njihovo iztrebljenje koristno za svet in častno za tiste, ki ga lahko izvedejo.
Kot je bilo predvideno, je Knightova pripoved povečala rasno sovraštvo do staroselcev in je bila pogosto ponovno objavljena v naslednjih 80 letih, še posebej, kadar so bili v novicah nasilni spopadi med belimi Američani in staroselci. Čeprav so ameriški pionirji pogosto ubijali staroselske ujetnike, je večina Američanov staroselsko kulturo obravnavala kot barbarsko zaradi uporabe mučenja in Crawfordova smrt je močno okrepila to percepcijo staroselcev kot "divjakov". V ameriškem nacionalnem spominu so podrobnosti Crawfordovega mučenja zasenčile ameriške grozote, kot je bil pokol v Gnadenhüttnu. Podoba divjega staroselca je postala stereotip; mirovna prizadevanja mož, kot sta Cornstalk in White Eyes, so bila skoraj pozabljena.